# Morgan Hoffmann
Morgan Hoffmann (Franklin Lakes, 11 augustus 1989) is een Amerikaanse golfprofessional. Hij groeide op in Wyckoff, New Jersey.

## Amateur
Hoffmann studeerde aan de Oklahoma State University en won in die periode vijf toernooien. In 2009 speelde hij in de Walker Cup en was hij de nummer 1 van de World Amateur Golf Ranking.

### Gewonnen
- 2009: Big 12 Championship, Jones Cup Invitational
- 2010: US Amateur
- 2011: Southers Highlands Collegiate Masters, Big 12 Championship

### Teams
- Walker Cup: 2009 (winnaars)

In 2010 en 2012 deed Hoffmann als amateur mee aan het US Open; hij eindigde in 2012 op de 29ste plaats.

## Professional
Hoffmann werd in 2011 professional. Sinds 2014 speelt hij op de Amerikaanse PGA Tour, waar hij dat jaar ruim $ 1.500.500 verdiende.
In maart 2021 kondigde Hoffmann op zijn blog aan te stoppen met golf, nadat hij in 2016 was gediagnosticeerd met musculaire dystrofie. In april 2022 speelde hij voor het eerst in 30 maanden weer op de tour. Na in juli 2022 nog een toernooi te spelen, speelde hij de rest van 2022 en heel 2023 geen toernooien meer.
In april 2024 werd Hoffmann gedeeld twintigste in de LECOM Suncoast Classic, die deel uit maakt van de Korn Ferry Tour.

## Persoonlijk
Hoffmann woonde in 2021 in Costa Rica met zijn vrouw, Chelsea. In 2023 woonde hij weer in New Jersey.